# Łagiewniki (Cracovia)

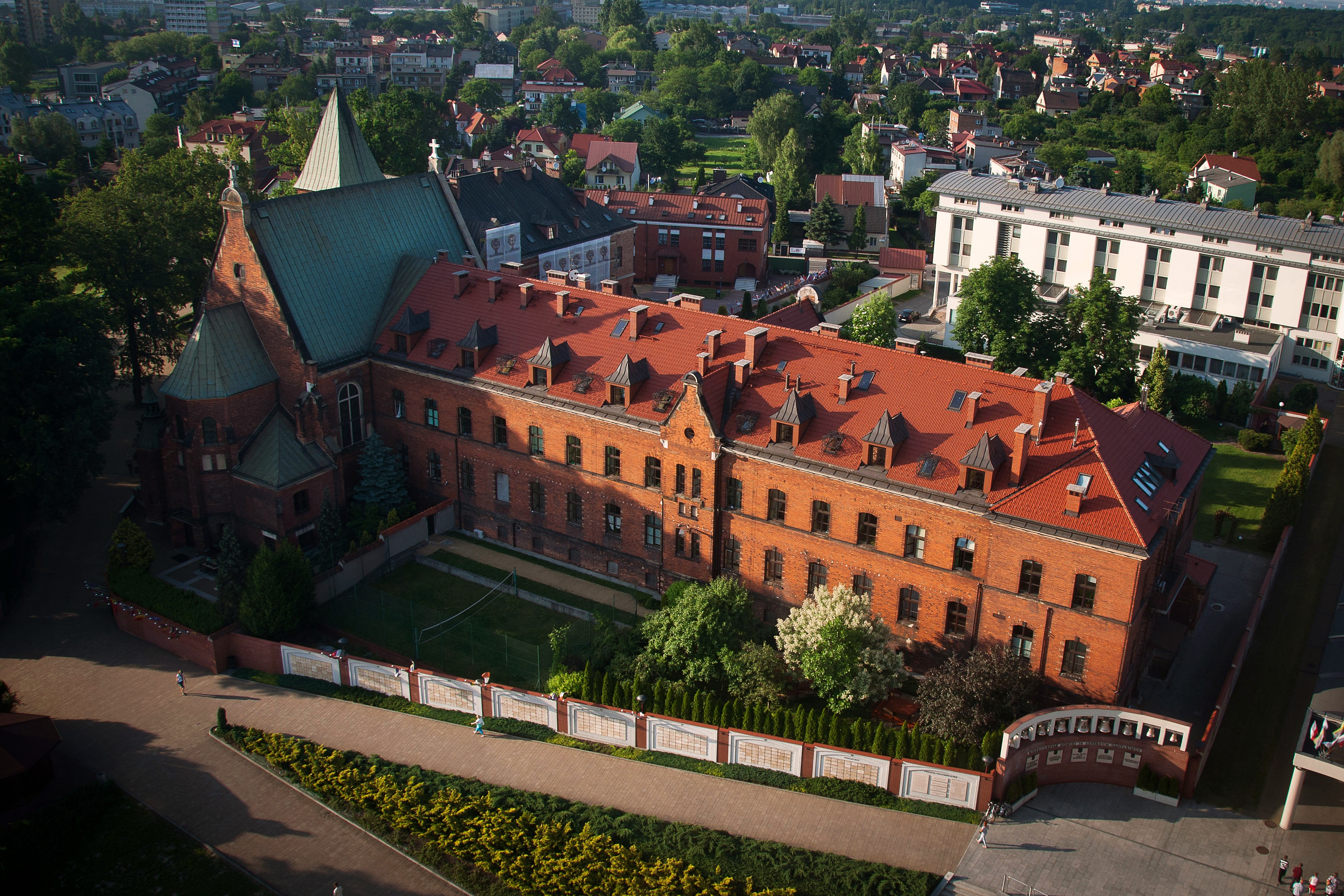
Convento de las Hermanas de la Misericordia situado junto al Santuario de la Divina Misericordia de Cracovia - Łagiewniki

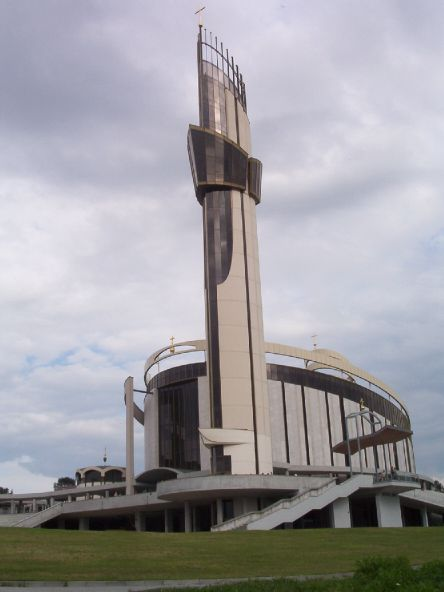
Santuario de la Divina Misericordia de Cracovia - Łagiewniki

Łagiewniki - Barrio de Cracovia en el sur de la ciudad. Es conocido en Polonia y en el mundo por el Santuario de la Divina Misericordia de Cracovia. A este santuario -en donde vivió y murió la santa Faustina Kowalska- ha venido como peregrino Juan Pablo II y Benedicto XVI. En su último viaje a Polonia Juan Pablo II desde este lugar quiso consagrar solemnemente el mundo a la Misericordia Divina.
En los terrenos que fueron de la fábrica 'Solvay', situado en este barrio, y en donde trabajó Karol Wojtyła durante la Segunda Guerra Mundial, se ha construido el Centro Juan Pablo II, un complejo académico unido a la Universidad UJPII, que tiene como fin estudiar las enseñanzas del papa polaco. 